# 永井鱗太郎
永井 鱗太郎（ながい りんたろう、1907年(明治40年)2月26日 - 1985年(昭和60年)11月5日）は、日本の児童劇作家。日本児童演劇協会常任理事を務めた。

## 略歴
福井県あわら市（旧金津町八日）出身。本名は善太郎。
1927年、福井師範学校を卒業。福井県あわら市伊井小学校で小学校教師を始めるが、1933年に上京。
東京で小学校教師として働くかたわら、1936年に正善達三らと児童劇団「子供町」を結成（1944年解散）。戦後文筆生活にはいる。児童劇脚本研究会「こまの会」を主宰。
1953年『お月さまをたべたやっこだこ』で小学館児童文化賞受賞。1980年、日本児童演劇協会功労賞受賞。1984年には芸術文化功労者として勲五等瑞宝章を受けた。
あわら市金津東小学校校歌を作詞。福井県あわら市刈安山山頂の自然公園内に歌碑がある（1985年10月建立）。

## 著書
- 『太陽もこどもだ 長編童話』（平和情報社） 1949
- 『あかいおりづる 幼年劇集』（角浩等絵、誠文堂新光社） 1951
- 『銀いろの雨 中学校演劇集』（目黒書店） 1951
- 『学校劇十二カ月』（誠文堂新光社） 1953
- 『はとぶえぽうぽう 幼年劇集』（未明社） 1954
- 『日本むかしばなし』（学習研究社、二年の学習文庫） 1957
- 『学校劇図説』（岩崎書店、図説全集） 1958
- 『かりやす』（短歌新聞社、スバル叢書第28篇） 1984 - 歌集

### 共編著
- 『日本学校劇』全5巻（共編、古賀宏一絵、誠文堂新光社） 1954 - 1955
- 『クラス全員が出演できる幼児劇』（斎田喬共著、あすなろ書房） 1969
- 『クラス全員が出演できる民話劇』（生越嘉治共著、あすなろ書房） 1975
- 『クラス全員が出演できる名作劇』（生越嘉治共著、あすなろ書房） 1977
- 『クラス全員が出演できる世界昔話の劇』（生越嘉治, 高橋美代子共著、あすなろ書房） 1978
- 『クラス全員が出演できる日本昔話の劇』（生越嘉治, 高橋美代子共著、あすなろ書房） 1979

## 参考
- コトバンク